# Guy Debord
Guy-Ernest Debord (* 28. Dezember 1931 in Paris; † 30. November 1994 bei Bellevue-la-Montagne, Département Haute-Loire) war ein französischer Autor, Filmemacher, Künstler und Revolutionär sowie einflussreiches Gründungsmitglied der Situationistischen Internationale.

## Leben
Zusammen mit Asger Jorn gründete Debord in den 1950er Jahren in Paris die aus der Spaltung der Lettristen-Bewegung hervorgegangene Lettristische Internationale, aus der 1957 die Situationistische Internationale entstand. In dieser eigentlich basisdemokratischen Gruppe nahm Debord eine häufig kritisierte Dominanzstellung ein. 1972 löste sich die S.I., vor allem auf Betreiben von Guy Debord, nach zahlreichen vorangegangenen Ausschlüssen der noch verbliebenen Mitglieder selbst auf.
Von 1954 bis 1972 war Debord mit Michèle Bernstein verheiratet. Eine lang anhaltende Beziehung unterhielt er zudem mit Alice Becker-Ho, die ab 1963 in der Situationistischen Internationale engagiert war. Sie heirateten 1972 und blieben ein Paar bis zu Debords Tod. Gemeinsam entwickelten sie 1977 ein Brettspiel und schrieben ein gleichnamiges Buch, Le Jeu de la Guerre (Kriegsspiel), das 1987 veröffentlicht wurde.
Nachdem 1984 sein Verleger Gérard Lebovici in Paris von einem unbekannten Attentäter ermordet worden war, verbrachte Debord die nächsten zehn Jahre in einem abgeschiedenen Dorf in der Auvergne und nahm sich dort 1994 nach längerer Krankheit das Leben.

## Politische Position
Guy Debord war ein radikaler Kritiker des Kapitalismus und der kapitalistischen Ideologie des Konsumismus, den er als Inszenierung „falscher Bedürfnisse“ anprangert. In seinem Hauptwerk Die Gesellschaft des Spektakels (1967) entwickelte er eine Theorie des Spektakels: „Das Spektakel ist das Kapital in einem solchen Grad der Akkumulation, dass es zum Bild wird.“
Debords Buch übte vor allem in Frankreich einen wichtigen Einfluss auf die Bewegung der Neuen Linken um den Pariser Mai 1968 aus. Seine antikapitalistische, situationistische Anschauung steht dem libertären Marxismus und dem Rätekommunismus nahe, übernimmt dabei aber auch andere Argumentationsmuster aus Teilen der Arbeiterbewegung, die der Sowjetunion gegenüber kritisch eingestellt waren. Das zentrale Anliegen Debords war die Aufhebung der Arbeitsgesellschaft und der „großen Trennung“ der Individuen voneinander durch eine die Arbeitswelt verändernde revolutionäre Praxis der Selbstverwaltung. Debord betonte dabei stets die künstlerische Dimension der Revolution, die Notwendigkeit der Umwälzung auch des alltäglichen Lebens.
Schon im Jahr 1953 hatte Debord an eine Hauswand der Pariser Rue de Seine den Slogan „NE TRAVAILLEZ JAMAIS“ („arbeitet niemals !“) geschrieben. Er bezeichnete dies Graffito später als „schönstes  (s)einer Jugendwerke“.
Debord war auch ein scharfer Kritiker der Geheimdienste und beschuldigte diese vieler Verbrechen und geheimer Operationen zwecks Aufrechterhaltung der bestehenden Machtverhältnisse. Er ging etwa davon aus, dass die linksterroristischen Roten Brigaden insgeheim vom italienischen Staatsapparat geleitet wurden.

## Künstlerische Tätigkeit
Debord drehte mehrere Filme, die nur von sehr wenigen gesehen wurden. Er spielte mit den Möglichkeiten des Experimentalfilms, wobei er bisweilen die Zuschauerreaktionen und den abgedunkelten Kinosaal in die Vorführung miteinbezog: Einer seiner Filme, Hurlements en faveur de Sade („Geheul für de Sade“), bestand aus Stille und einem minutenlangen Schwarzbild, das gelegentlich zu weiß wechselte, wobei Zitate über Jugend oder Revolution sowie Gesetzestexte zu hören waren; das Geheul stellten dabei die lautstarken Proteste des empörten Publikums dar.
Ein Versuch der Vermarktung des Brettspiels Le Jeu de la Guerre (Kriegsspiel) scheiterte. Die Rechte an dem Spiel liegen bei Debords Witwe, Alice Becker-Ho. Debord und Becker-Ho veröffentlichten 1987 ein Buch über eine Partie des Spiels, das 2016 vom Merve Verlag auf Deutsch veröffentlicht wurde.

## Ausstellung
- 6. Januar bis 18. April 2005 (Beteiligung): Archilab: New Experiments in Architecture, Art and the City, 1950–2005. Mori-Kunstmuseum, Tokio 2005. (Katalog)
- 2013: Guy Debord. Un art de la guerre. Bibliothèque nationale de France, Paris 2013. (Katalog)

## Filmografie
- 1952: Hurlements en faveur de Sade (75 min)
- 1959: Sur le passage de quelques personnes à travers une assez courte unité de temps (18 min)
- 1961: Critique de la Séparation (19 min)
- 1973: La Société du Spectacle (80 min)
- 1978: In girum imus nocte et consumimur igni (105 min)
- 1994: Guy Debord, son art et son temps (60 min)

## Werke
- Guy Debord. Das filmische Gesamtwerk, aus dem Französischen von Werner Rappl in Zusammenarbeit mit Wolfgang Kukulies, herausgegeben von Werner Rappl. FilmmuseumSynemaPublikationen, Wien 2019, ISBN 978-3-901644-76-4
- Die Gesellschaft des Spektakels, aus dem Französisch von Jean-Jacques Raspaud [u. a.], Kommentare zur Gesellschaft des Spektakels, aus dem Französisch von Wolfgang Kukulies, herausgegeben von Klaus Bittermann. Edition Tiamat, Berlin 1996, ISBN 3-923118-97-X.
- Guy Debord präsentiert Potlatch 1954–1957, Edition Tiamat, Berlin 2002, ISBN 3-89320-043-6.
- Panegyrikus, Edition Tiamat, Berlin 2001, ISBN 3-923118-44-9.
- Rapport über die Konstruktion von Situationen und die Bedingungen der Organisation wie Aktion der Situationistischen Internationale und andere Schriften, 1980, ISBN 3-921523-33-8.
- In girum imus nocte et consumimur igni/Wir irren des Nachts im Kreis umher und werden vom Feuer verschlungen, 1985, ISBN 3-923118-75-9.
- Gegen den Film: Drei Experimentalfilmmanuskripte, mit einem Vorwort von Asger Jorn, Edition Nautilus, ISBN 3-921523-29-X.
- Ausgewählte Briefe 1957–1994, Edition Tiamat, Berlin 2011, ISBN 978-3-89320-152-5.
- Kriegsspiel (mit Alice Becker-Ho), Merve Verlag, Berlin 2016, ISBN 978-3-88396-349-5.